# Малая Мошна
Малая Мошна — река в России, протекает в Краснобаковском районе Нижегородской области. Левый приток реки Мошна.

## География
Река Малая Мошна берёт начало юго-западнее деревни Березовец. Течёт на юго-запад через сосновые и берёзовые леса. Устье реки находится в 24 км по левому берегу реки Мошна. Длина реки составляет 14 км. 

## Данные водного реестра
По данным государственного водного реестра России относится к Верхневолжскому бассейновому округу, водохозяйственный участок реки — Волга от устья реки Ока до Чебоксарского гидроузла (Чебоксарское водохранилище), без рек Сура и Ветлуга, речной подбассейн реки — Волга от впадения Оки до Куйбышевского водохранилища (без бассейна Суры). Речной бассейн реки — (Верхняя) Волга до Куйбышевского водохранилища (без бассейна Оки).
По данным геоинформационной системы водохозяйственного районирования территории РФ, подготовленной Федеральным агентством водных ресурсов:
- Код водного объекта в государственном водном реестре — 08010400312110000034684
- Код по гидрологической изученности (ГИ) — 110003468
- Код бассейна — 08.01.04.003
- Номер тома по ГИ — 10
- Выпуск по ГИ — 0